# Sofia Cantore
Sofia Cantore, född den 30 september 1999 i Lecco, är en italiensk fotbollsspelare.

## Karriär
Arianna Caruso inledde sin seniorkarriär i ASD Fiammamonza 1970 år 2015. 2017 värvades hon av Juventus FC varifrån hon lånats ut till bland annat US Sassuolo Calcio. 2025 kontrakterades hon av Washington Spirit. Hon har även representerat det italienska damlandslaget där hon debuterade år 2020.